# Peronaea gaimardi
Peronaea gaimardi är en musselart som först beskrevs av Tom Iredale 1915.  Peronaea gaimardi ingår i släktet Peronaea och familjen Tellinidae. Inga underarter finns listade i Catalogue of Life.